# Hiter razvoj
Hiter razvoj (izvirno italijansko Il rapido sviluppo) je apostolsko pismo, ki ga je napisal papež Janez Pavel II. leta 2005.
To apostolsko pismo velja za medijsko oporoko Janeza Pavla II., saj je v njem strnil svoje poglede na množične medije in njihov vpliv na svet, še posebej na vero.
V zbirki Cerkveni dokumenti - nova serija je to delo izšlo istega leta kot 8. cerkveni dokument (kratica CD NS-8).